# Bifronte
In enigmistica il bifronte è uno schema della famiglia delle letture inverse, che, partendo da una parola di senso compiuto, ne ottiene un'altra leggendo la prima al contrario. Se il risultato della lettura inversa fosse lo stesso di quella diretta saremmo invece di fronte ad un palindromo. L'enigmistica italiana ha ufficializzato la distinzione tra bifronte e palindromo nel 1932, estendendola al concetto di antipodo. L'accezione, per la sua settorialità, fatica a venir accolta dai dizionari; contrariamente però a quanto si afferma di solito essa non è esclusiva della lingua italiana. Il bifronte è conosciuto ad esempio in francese con il nome di anacyclique e in inglese con quello di semordnilap (termine ottenuto rovesciando la parola palindromes) e molti altri. Come l'antipodo e il palindromo, anche il bifronte può essere praticato con le frasi, senza tenere conto dei segni di interpunzione. Si parla allora di bifronte a frase o di frase bifronte secondo i casi. Il bifronte può anche avvenire con lo scarto di un estremo (cioè della lettera iniziale o di quella finale) oppure di entrambi: si denomina allora, rispettivamente, bifronte senza capo, bifronte senza coda e bifronte senza estremi (anche detto, spiritosamente, bifronte senza capo né coda). Più infrequente è il bifronte realizzato con un cambio (bifronte a cambio di capo). Il bifronte può essere sillabico: la lettura inversa avviene in tal caso per sillabe e non per lettere.

## Esempi
- Bifronte: acetone = enoteca, Adige = egida, amitto = ottima, arco = ocra, arte = etra, eraso = osare, idem = medi, onagro = organo, Suez = Zeus, Ares = Sera.
- Bifronte a frase: animale = è la mina, Italia = ai lati, Isabella = alle basi.
- Frase bifronte: amori di dea = aedi di Roma
- Bifronte senza capo: tartina = anitra
- Bifronte senza coda: attesa = setta
- Bifronte senza estremi: esubero = rebus
- Bifronte sillabico: losca nomea = ameno scalo